# Euxoa inordita
Euxoa inordita är en fjärilsart som beskrevs av Barnes och Benjamin 1926. Euxoa inordita ingår i släktet Euxoa och familjen nattflyn. Inga underarter finns listade i Catalogue of Life.